# Rorthais
 Rorthais é uma comuna francesa na região administrativa da Nova Aquitânia, no departamento de Deux-Sèvres. Estende-se por uma área de km², com  585 habitantes, segundo os censos de 1999.